# Cottonwood River (Minnesota)
Der Cottonwood River ist ein 245 km langer rechter Zufluss des Minnesota Rivers und liegt im Südwesten des US-Bundesstaates Minnesota.
Über den Minnesota River ist er Teil des Einzugsgebietes des Mississippi River und entwässert ein Gebiet von 3401 km² in einer landwirtschaftlich genutzten Region. Der Name des Flusses ist eine Übersetzung des Namens Waraju aus den Sioux-Sprachen für die Kanadische Schwarz-Pappel ("Cottonwood Tree"), die entlang den Flüssen der Prärie weitverbreitet ist. Eine historische Bezeichnung für den Fluss war auch Big Cottonwood River.
Der Cottonwood River fließt in seinem Verlauf in einer generell östlichen Richtung. Er entspringt südwestlich von Balaton im Rock Lake Township im Süden des Lyon County, als ein unregelmäßig wasserführender Fluss auf dem Coteau des Prairies, einer Moränen-Hochebene, die die Einzugsgebiete des Mississippi Rivers und des Missouri Rivers voneinander trennt. Der Fluss verlässt die Hochebene über ein bewaldetes Tal im Südosten der Lyon County, wo er binnen fünf Kilometer 60 m an Höhe verliert. Danach erreicht er eine Grundmoränenebene und fließt durch den Südteil des Redwood County, die nordöstliche Ecke des Cottonwood County und den Norden des Brown Countys, an den Orten Sanborn und Springfield vorbei. In einem waldbewachsenen Tal durchfließt der Fluss den Flandrau State Park und mündet in den Minnesota River südöstlich von New Ulm. Der Fluss war ursprünglich innerhalb des Parkes durch Staudämme zu einem See umgewandelt, die allerdings nach Hochwasserfluten 1965 und 1969 weggespült und nicht mehr errichtet wurden.
Aufgrund der nordöstlichen Flanke des Coteau des Prairies und dem Vorhandensein einer Endmoräne auf der Nordseite des Flusses, hat der Cottonwood River wenige Zuflüsse von Norder her. Der größte davon ist der 82 km lange Sleepy Eye Creek, der ostwärts durch die County Redwood und Brown fließt. Südliche Zuflüsse sind der 56 km lange Plum Creek, der mit einer nordostwärts gerichteten Verlauf den Murray County und den Redwood County passiert, sowie der 74 km lange Dutch Charley Creek, der die Countys Murray, Cottonwood und Redwood in nordöstlicher Richtung durchfließt.
Etwa 84 % des Landes im Einzugsgebiet des Cottonwood River wird landwirtschaftlich genutzt, hauptsächlich für Monokulturen von Mais und Sojabohnen. Die Feuchtgebiete in dem Gebiet wurden extensiv trockengelegt, so dass weniger als 16 km² davon übrigblieben.

## Abflussmenge
Am Pegel des United States Geological Survey in der Nähe von New Ulm, 5,2 km oberhalb der Flussmündung, betrug die Abflussmenge im langjährigen Jahresdurchschnitt zwischen 1909 und 2005 11 m³/s. Der höchste gemessene Wert wurde am 10. April 1969 mit 813 m³/s verzeichnet und die niedrigste Menge Wasser führte der Fluss am 27. November 1952 mit weniger als 0,05 m³/s.